# Pacific Heights (película)
Pacific Heights (titulada El inquilino en Hispanoamérica o De repente, un extraño en España) es una película de 1990, del género thriller, dirigida por John Schlesinger y protagonizada por Melanie Griffith, Matthew Modine y Michael Keaton.

## Argumento
Patty y Drake (Melanie Griffith y Matthew Modine) es una joven pareja que compran una casa en el exclusivo vecindario de Pacific Heights en San Francisco. Debido a problemas económicos deciden alquilar la planta baja de la casa a Carter Hayes (Michael Keaton) quien al principio se muestra amable, pero con el pasar del tiempo va mostrando su verdadera y oscura identidad y sus verdaderas intenciones.

## Reparto
- Melanie Griffith como Patty Palmer
- Matthew Modine como Drake Goodman
- Michael Keaton como Carter Hayes / James Danforth
- Laurie Metcalf como Stephanie MacDonald
- Mako como Toshio Watanabe
- Nobu McCarthy como Mira Watanabe
- Dorian Harewood como Dennis Reed
- Tippi Hedren como Florence Peters
- Beverly D'Angelo como Ann Miller
- Carl Lumbly como Lou Baker
- Sheila McCarthy como Liz Hamilton
- Luca Bercovici como Greg
- Jerry Hardin como Bennett Fidlow
- Barbara Tyson como Amy

## Rodaje
La película empezó su rodaje el 23 de enero de 1990 y terminó el 9 de mayo del mismo año. Fue filmada casi en su totalidad en San Francisco, solo algunas escenas fueron filmadas en Palm Springs. A pesar de que el barrio Pacific Heights de San Francisco inspiró el título y el argumento de la película, la verdad es que se filmó en el barrio Potrero Hill, incluso la casa donde se desarrolla gran parte de la trama queda en la esquina de la 19th con Texas Street del mismo barrio.

## Recepción
La película recibió críticas mixtas por cuenta de la audiencia y la crítica. En Rotten Tomatoes tiene una calificación del 43%. La mayoría de los críticos destacaron la actuación de Michael Keaton, pero condenaron algunos aspectos argumentales de la película.
Tuvo una recaudación total en la taquilla de $ 44'926,706 de un presupuesto de $ 18,000,000.